# Cowes
Cowes is een stad (town) en civil parish in de unitary authority Wight, in het Engelse graafschap Wight. Het inwonersaantal van de civil parish werd in 2020 geschat op 14.724.
Cowes is vooral bekend vanwege de jaarlijkse zeilwedstrijden onder de naam "Cowes Week" georganiseerd door de koninklijke jachtclub van Cowes. De beroemde tweejaarlijkse zeilrace "Fastnet Race" start ook tijdens deze Cowes Week.
Beken of Cowes is een bekende fotografenfamilie die er sinds 1888 jachten en andere schepen vereeuwigt.
Het centrum van het plaatsje ligt aan de westelijke oever van de Medinarivier. Aan de oostelijke oever is een jachthaven en een industrieterrein gesitueerd.
Aan de stadskant bevinden zich nog twee jachthavens en de steiger van de veerdienst naar het vasteland.

## Geboren in Cowes
- Jeremy Irons (1948), acteur
- Mark King (1958), zanger en bassist (Level 42)
- Lee Bradbury (1975), voetballer en voetbalcoach

Arreton · Bembridge · Brading · Brighstone · Calbourne · Chale · Cowes · East Cowes · Fishbourne · Freshwater · Gatcombe · Godshill · Gurnard · Havenstreet and Ashey · Lake · Nettlestone and Seaview · Newchurch · Newport · Niton and Whitwell · Northwood · Rookley · Ryde · Sandown · Shalfleet · Shanklin · Shorwell · St Helens · Totland · Ventnor · Whippingham · Wootton Bridge · Wroxall · Yarmouth